# Jičínská (Praha)
Jičínská ulice v Praze spojuje v severojižním směru městské čtvrtě Vinohrady a Žižkov. Její délka je asi 750 m. Ulicí vede také tramvajová trať, ale tramvaje tu nemají zastávku.
Název Jičínská (podle města Jičín v Královéhradeckém kraji v severovýchodních Čechách) má ulice už od svého vzniku v roce 1910. Krátký úsek od křižovatky s Korunní a Šrobárovou ke Floře (křižovatka s Vinohradskou) patří do Vinohrad, následující úsek k Olšanskému náměstí spadá na Žižkov.

## Trasa ulice
Ulice (podle číslování domů) začíná u křižovatky ulic Korunní a Šrobárovy; v přímém směru je vlastně pokračováním Hradešínské. Vede směrem na sever nejprve mezi vodohospodářskými areály (jsou tu podzemní Vinohradské vodojemy), křižuje Slezskou, pak pokračuje mezi bloky bytových domů (po obou stranách; napravo je na domě Jičínská 2285/4 neobvyklá pamětní deska ve tvaru filmového pásu, připomínající herce Vlastimila Brodského) ke křižovatce Flora, kde ji protíná ulice Vinohradská a je tu vstup do stanice metra Flora.
Za křižovatkou se Jičínská ulice svažuje a pokračuje stále na sever, nyní už na Žižkově; napravo je výrazný objekt obchodního centra (Atrium Flora), nalevo domovní zástavba. Do Jičínské ústí postupně zleva Přemyslovská a Lucemburská (blok mezi nimi tvoří multifunkční objekt Luxembourg Plaza) a pak ještě Křišťanova. Napravo je západní zeď Olšanských hřbitovů, na jejím dolním konci je vchod na hřbitov.
Jičínská ulice končí na Olšanském náměstí, vpravo pod hřbitovem je kostel svatého Rocha. Z náměstí vede doprava Olšanská, doleva Táboritská, rovně (dolů na sever) Prokopova.

## Galerie

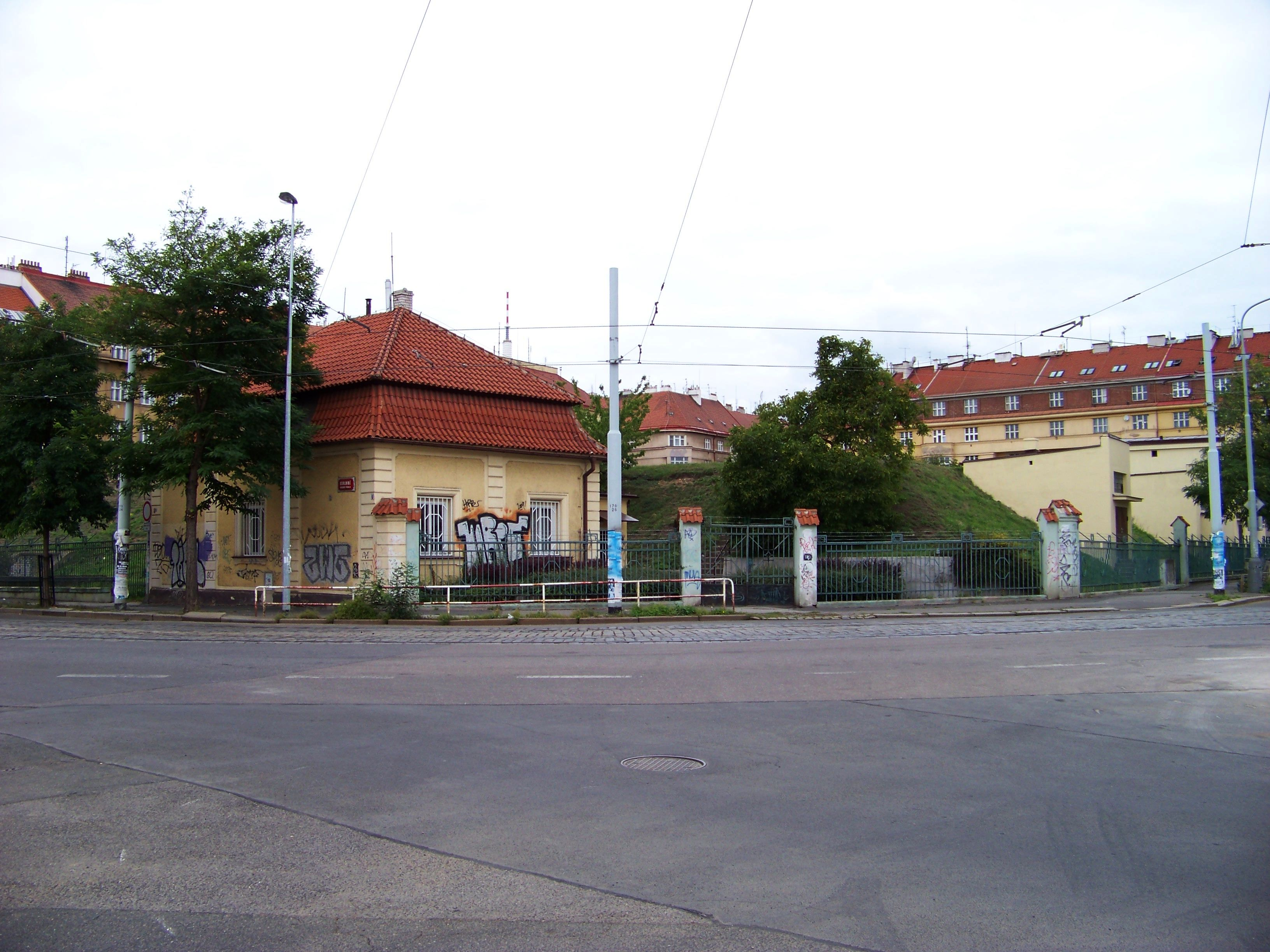
Domek na rohu Korunní (vlevo) a Jičínské (vpravo)
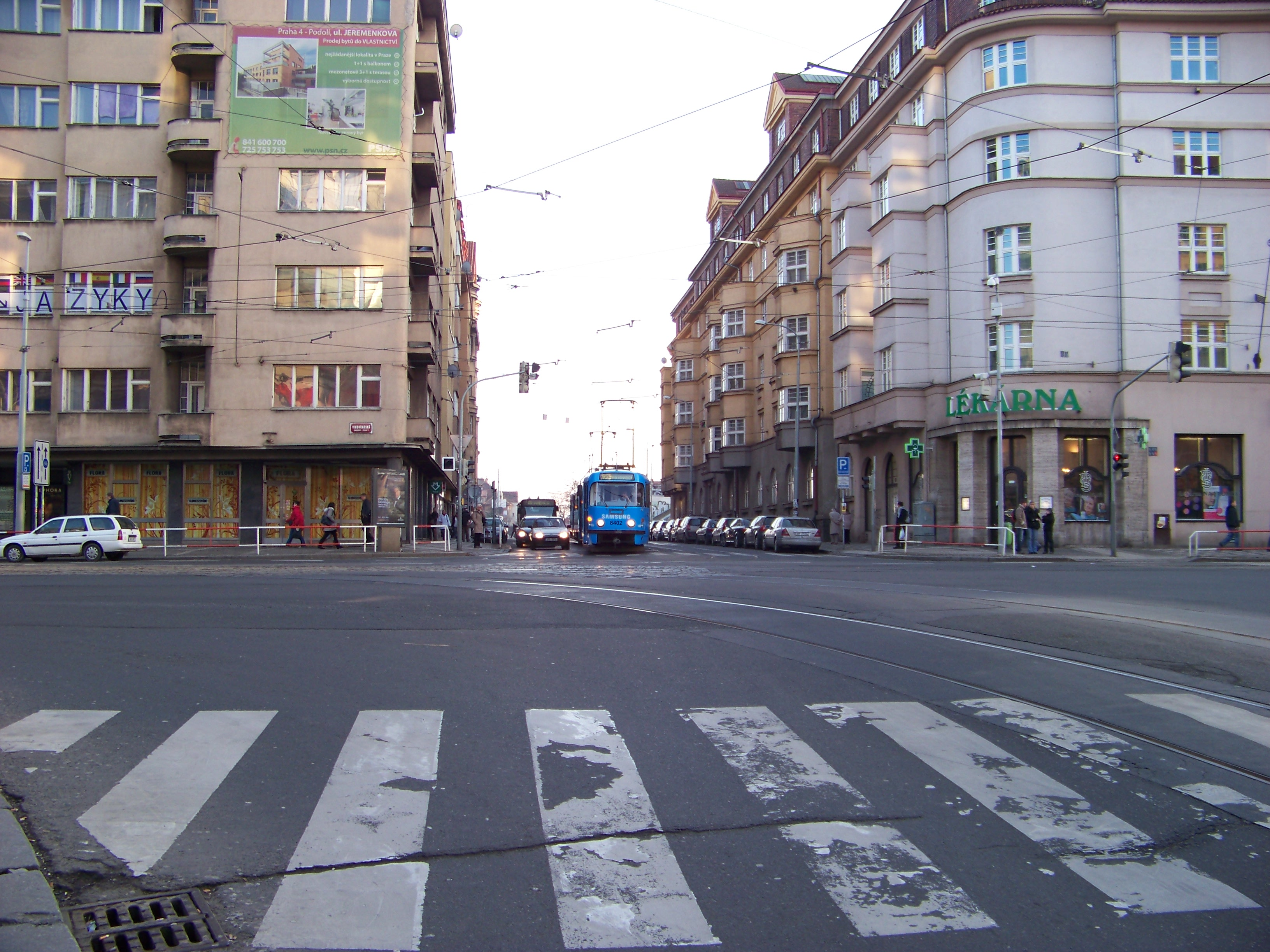
Křižovatka Flora, pohled k jihu na domy v Jičínské
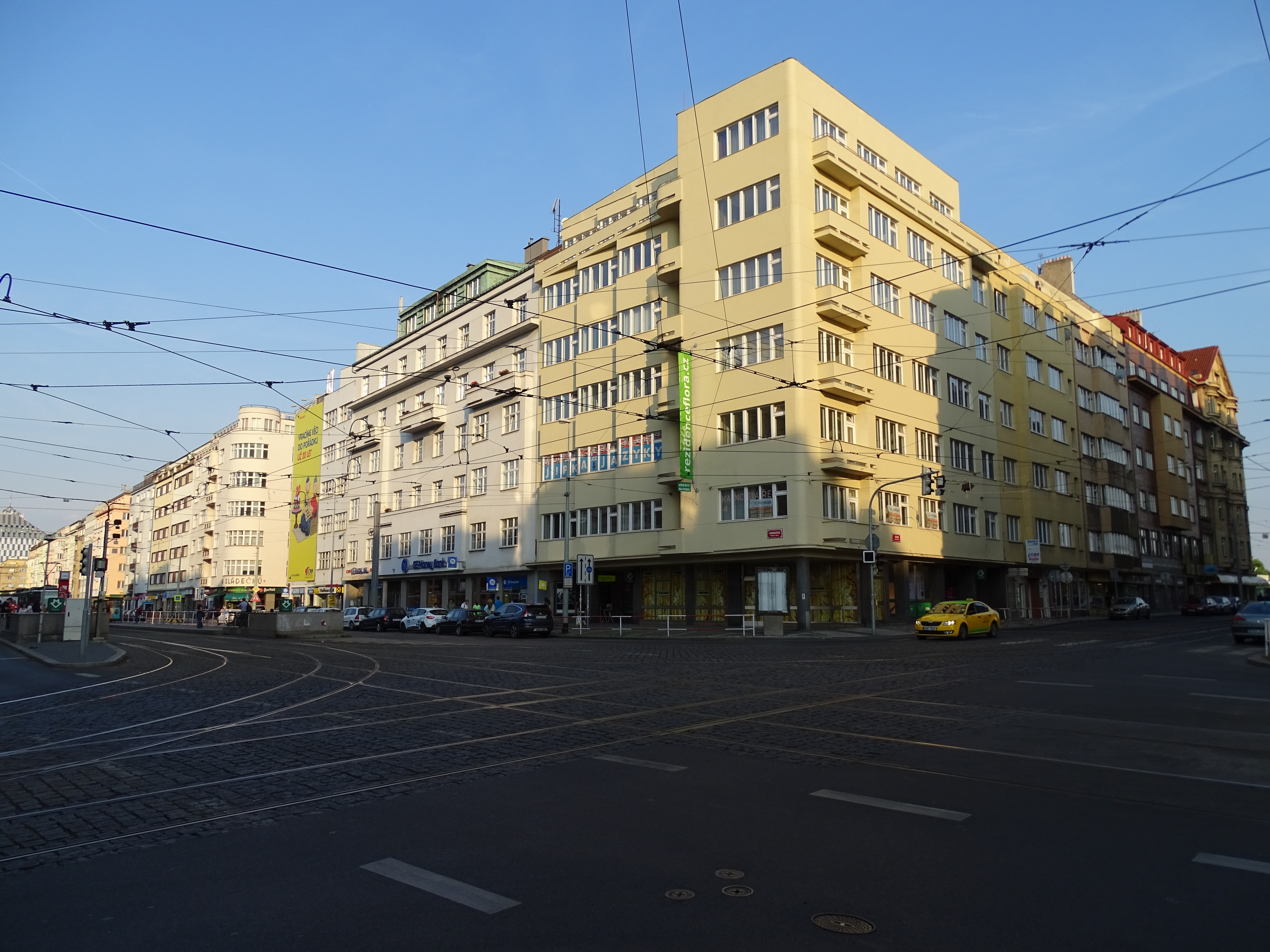
Křižovatka Flora: nároží Vinohradské a Jičínské
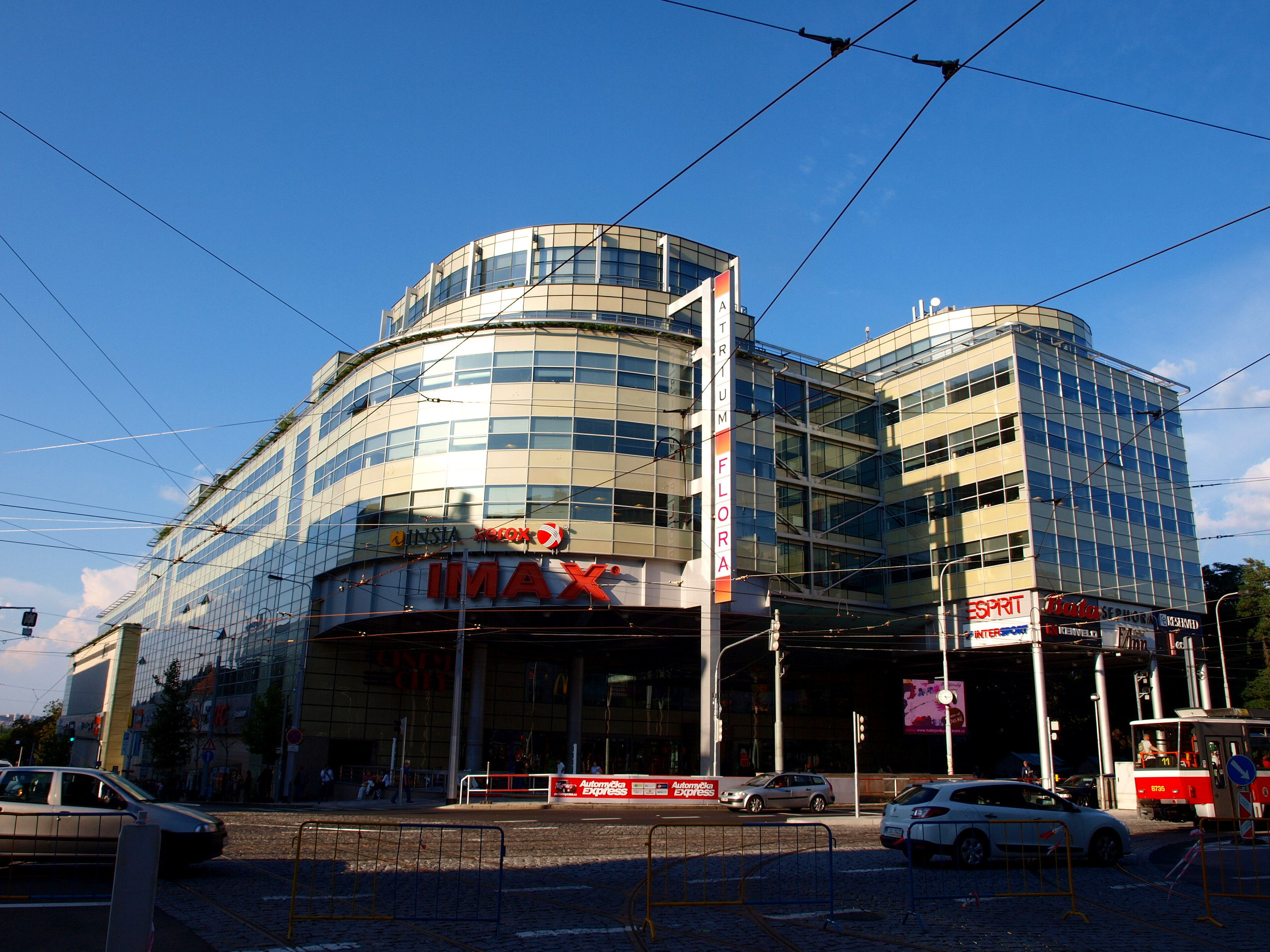
Obchodní centrum Atrium Flora
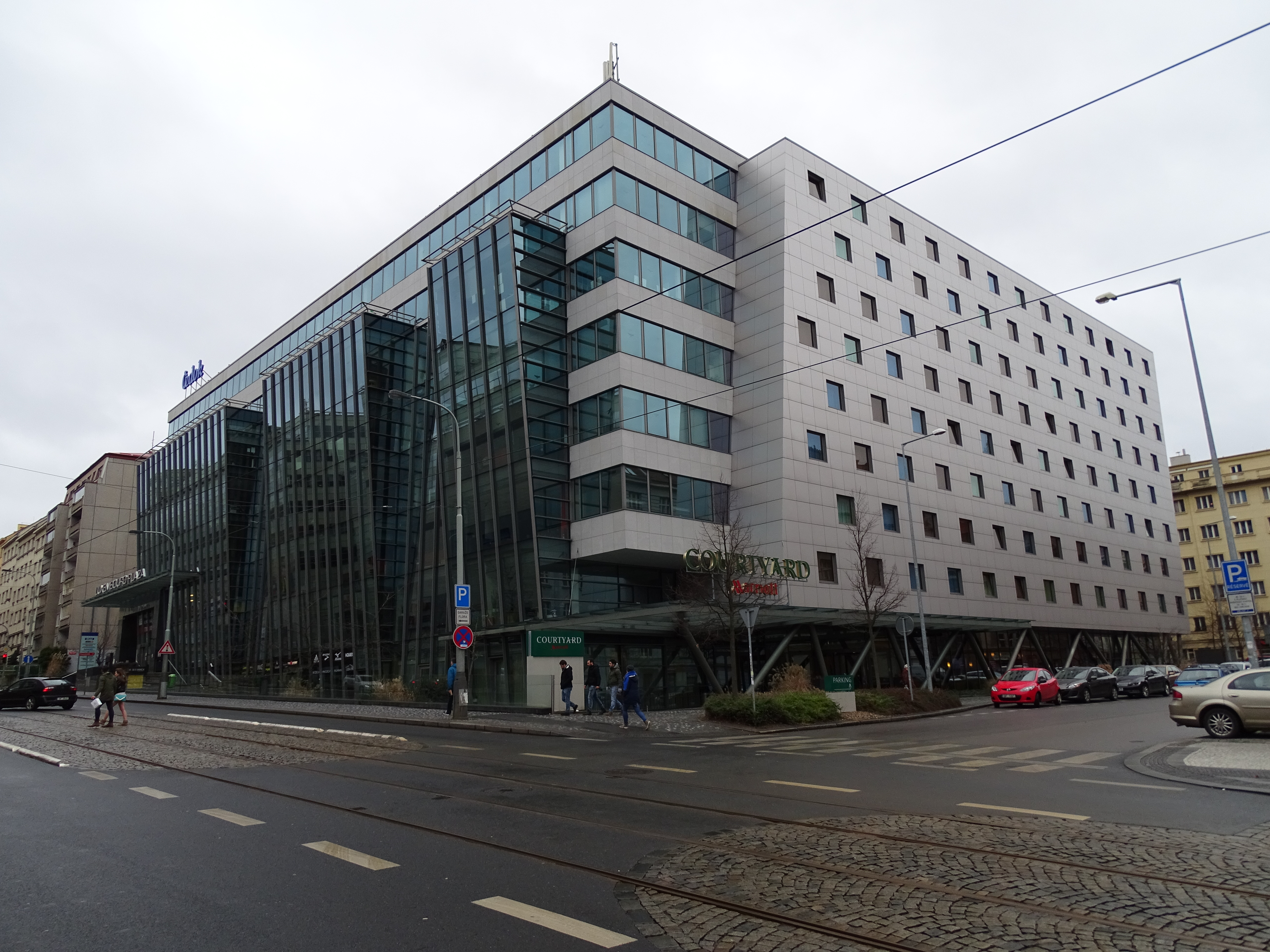
Luxembourg Plaza
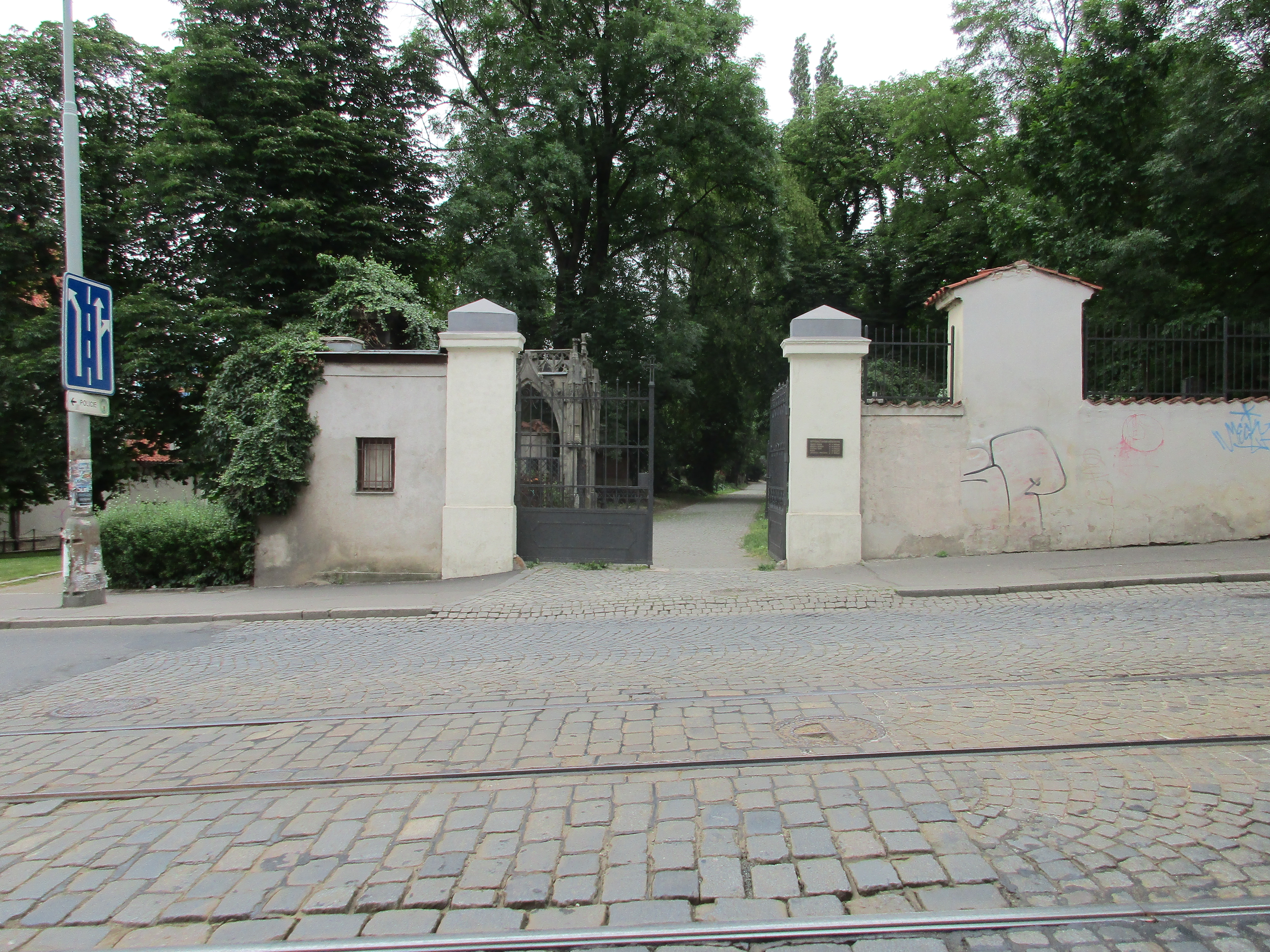
Vchod na Olšanské hřbitovy z Jičínské ulice
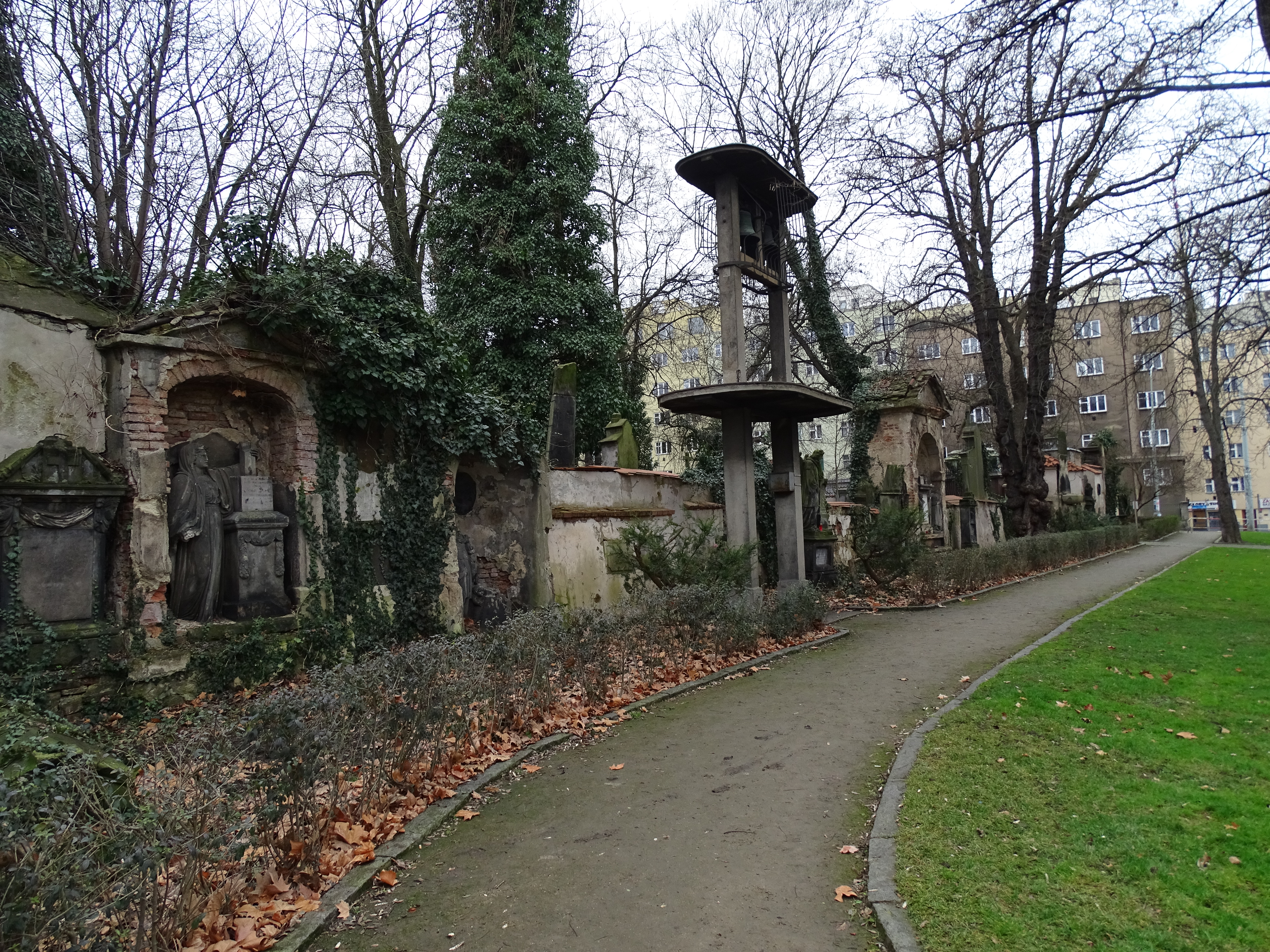
Zvonička nad kostelem sv. Rocha
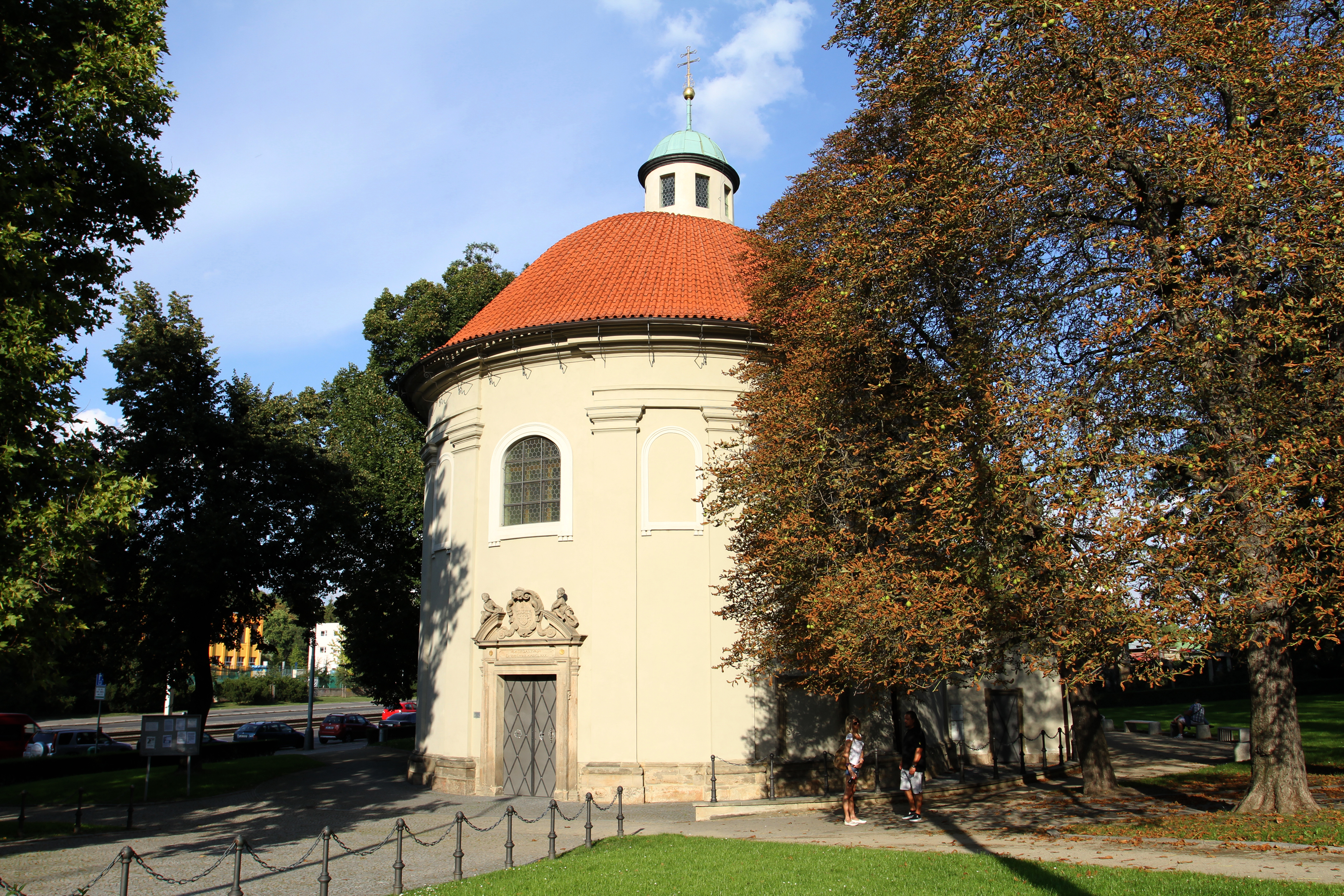
Kostel sv. Rocha